# GNU GRUB
GNU GRUB (ang. grand unified bootloader) – program rozruchowy rozwijany w ramach projektu GNU. Jego nazwa jest grą słów związaną z fizyczną teorią wielkiej unifikacji (ang. grand unification theory).
Za jego pomocą można uruchomić jeden z wielu (m.in. GNU/Linux, FreeBSD, Windows, Windows NT, DOS, OS X) systemów operacyjnych zainstalowanych na komputerze lub udostępnionych w sieci (z wykorzystaniem Pre-boot eXecution Environment (PXE) dostarczanym przez BIOS). GRUB potrafi odczytywać wiele systemów plików: AFFS, AtheOS FS, BeFS, BtrFS, cpio, Linux ext2/ext3/ext4, DOS FAT12/FAT16/FAT32, exFAT, HFS, HFS+, ISO 9660, JFS, Minix, nilfs2, NTFS, ReiserFS, ROMFS, SFS, Squash4, tar, UDF, BSD UFS/UFS2, XFS i ZFS. W ten sposób można załadować jądro systemu operacyjnego oraz ewentualnie wirtualny dysk startowy (initrd). Dodatkowo GRUB potrafi ładować systemy bezpośrednio z urządzenia.
GRUB obsługuje zabezpieczenia hasłem uruchamiania dowolnego systemu operacyjnego lub możliwości uruchomienia powłoki. Dla haseł obliczana jest suma MD5, co powoduje trudności w odgadnięciu hasła, nawet gdy zna się sumę kontrolną.